# Jimmy Johnson (Footballspieler)
James Earl „Jimmy“ Johnson (* 31. März 1938 in Dallas, Texas; † 8. Mai 2024) war ein US-amerikanischer American-Football-Spieler. Er spielte als Cornerback 16 Jahre in der National Football League (NFL) bei den San Francisco 49ers.

## Jugend
Jimmy Johnson wurde in Dallas geboren, seine Familie zog allerdings nach seiner Geburt nach Kingsburg, Kalifornien. Er hat noch zwei Brüder und zwei Schwestern. Auf der High School in Kingsburg war er als Football-, Basketball- und Baseballspieler aktiv. In allen drei Sportarten war er Mannschaftskapitän der Schulmannschaft. Sein Bruder Rafer Johnson war gleichfalls sportbegeistert, er war ein erfolgreicher Leichtathlet und gewann bei den Olympischen Sommerspielen 1956 die Silbermedaille im Zehnkampf. Vier Jahre später gewann er bei den Olympischen Sommerspielen 1960 in derselben Disziplin die Goldmedaille.

## Spielerlaufbahn

### Collegekarriere
Nach einem Studienjahr am Santa Monica City College studierte Johnson von 1958 bis 1960 an der University of California, Los Angeles (UCLA), für deren Footballmannschaft, die UCLA Bruins er als Wingback und Defensive Back auflief. Wie sein Bruder Rafer, der gleichfalls in Los Angeles studiert hatte und als Leichtathlet auf sich aufmerksam machte, war auch Jimmy als Weitspringer und Hürdenläufer aktiv. Aufgrund seiner sportlichen Leistungen wurde er von seinem College insgesamt dreimal ausgezeichnet. Insbesondere die Schnelligkeit von Johnson ließ die Scouts der NFL und der American Football League (AFL) aufmerksam werden.

### Profikarriere
Jimmy Johnson wurde im Jahr 1961 von den San Diego Chargers, einem Team der AFL, in der vierten Runde an 31 Stelle gedraftet. Johnson schloss sich jedoch den San Francisco 49ers an, die ihn in der ersten Runde an sechster Stelle der NFL Draft auswählten. Die 49ers setzten ihn zunächst nur als Cornerback ein, in den Jahren 1962 und 1963 erhielt er von Head Coach Red Hickey auch vermehrt Einsatzzeit als Runningback. Die Mannschaft aus San Francisco erreichte allerdings weder unter Hickey noch unter seinem Nachfolger Jack Christiansen die Play-offs der NFL. Im Jahr 1968 übernahm Dick Nolan das Traineramt, ihm gelang es aus der Mannschaft ein Spitzenteam zu formen. 1970 konnte Johnson mit seinem Team das erste Mal in die Play-offs einziehen, wo sie allerdings im NFC Championship Game an den Dallas Cowboys mit 17:10 scheiterten. Gegen dieselbe Mannschaft scheiterten die 49ers auch im Folgejahr im NFC Championship Game, diesmal mit 14:3. 1972 gelang es Johnson zum letzten Mal in die Play-offs einzuziehen. Diesmal scheiterte die Mannschaft bereits im Divisional-Play-off-Game an den Cowboys mit 30:28. Nach 212 Spielen für die 49ers beendete Johnson nach der Saison 1976 seine Profikarriere.

## Ehrungen
Jimmy Johnson spielte fünfmal im Pro Bowl und wurde achtmal zum All-Pro gewählt. Er war Mitglied im NFL 1970s All-Decade Team, in der Pro Football Hall of Fame, in der UCLA Athletic Hall of Fame, in der San Francisco Bay Area Sports Hall of Fame, sowie in der The Fresno Athletic Hall of Fame und in der 49ers Hall of Fame. Die 49ers haben seine Rückennummer gesperrt.

## Quelle
- Jens Plassmann, NFL American Football, Hamburg 1995